# 西峰区
西峰区是中国甘肃省庆阳市的一个市辖区，位于甘肃省东部，座落在董志塬腹地，有汉、回、满、藏、壮、朝鲜等十二民族，是庆阳市政治、经济、文化、商贸中心。

## 行政区划
西峰区下辖3个街道办事处、5个镇、2个乡：
北街街道、南街街道、西街街道、肖金镇、董志镇、后官寨镇、彭原镇、温泉镇、什社乡和显胜乡。

## 旅游资源
- 北石窟寺